# M-serve style
m-serve style（エムサスタイル）は、2003年6月から2011年11月までflying DOGが運営・配信したWEBテレビである。

## 概要
ビクターエンタテインメント・m-serveレーベルが2007年にflying DOGへ改称して以降も旧レーベル名の「m-serve」を継承していた。
flying DOGのアニメ作品・関連商品（CD・DVD）の紹介などをする。時間は不定で、当初は1回十数分だったが、徐々に長くなり30分を超えることもあった。
2011年11月をもって放送を終了し、全100回・8年半の歴史に幕を降ろした。これによって、m-serveレーベルの運営が終了した。

## ナビゲーター
- 斎藤千和

## コーナー
- NEW RELEASE
- 最新作のアニメやCD、DVDを紹介する。
- PICK UP
- ピックアップした作品に関するゲストを呼んでのトークコーナー。

## ゲスト

### 2004年
- #8 佐久間紅美
- #10 小林沙苗
- #12 金田朋子
- #13 小林沙苗
- #14 川澄綾子
- #16 神谷浩史
- #17 かかずゆみ

### 2005年
- #20 神谷浩史
- #21 山崎雅美
- #23 savage genius
- #25 東地宏樹
- #26 高橋美佳子
- #27 星野貴紀
- #28 ROUND TABLE
- #30 桑島法子

### 2006年
- #33 savage genius
- #34 中井和哉
- #35 FictionJunction YUUKA
- #36 諏訪部順一
- #37 牧野由依
- #38 葉月絵理乃
- #40 YUUKA
- #41 牧野由依
- #42 savage genius

### 2007年
- #43 牧島有希
- #44 宮野真守
- #46 清水愛
- #47 阿澄佳奈
- #48 FictionJunction YUUKA
- #49 井上麻里奈
- #50 神谷浩史
- #51 牧野由依
- #52 savge genius（ああ）
- #53 豊口めぐみ
- #54 佐藤利奈

### 2008年
- #55 清浦夏実・小島幸子
- #56 牧野由依
- #57 中島愛
- #58 広橋涼
- #59 遠藤綾・May'n
- #60 清浦夏実
- #61 柿原徹也
- #62 能登麻美子
- #63 植田佳奈
- #64 下屋則子
- #65 大原さやか

### 2009年
- #66 中田譲治
- #67 髙木俊
- #68 中島愛
- #69 能登麻美子
- #70 May'n
- #71 savge genius
- #72 Taja（菜穂）
- #73 入野自由
- #74 松元環季
- #75 清浦夏実
- #76 斧アツシ
- #77 中島愛
- #78 花澤香菜

### 2010年
- #79 清浦夏実・南里侑香
- #80 中野愛子・hibiku
- #81 小野坂昌也
- #82 日笠陽子
- #83 中島愛
- #84 福山潤
- #85 manzo
- #86 田澤孝介
- #87 コミネリサ
- #88 南里侑香
- #89 藤村歩

### 2011年
- #90 野水伊織
- #91 May'n
- #92 山口理恵
- #93 日笠陽子
- #94 中野愛子
- #95 巽悠衣子
- #96 東山奈央
- #97 南里侑香
- #98 野田順子
- #99 中島愛・野水いおり